# Schistogonalia prava
Schistogonalia prava är en insektsart som beskrevs av Young 1977. Schistogonalia prava ingår i släktet Schistogonalia och familjen dvärgstritar. Inga underarter finns listade i Catalogue of Life.